# Manfreda bulbulifera
Manfreda bulbulifera är en sparrisväxtart som beskrevs av Castillejos och E.Solano. Manfreda bulbulifera ingår i släktet Manfreda och familjen sparrisväxter. Inga underarter finns listade i Catalogue of Life.